# Heinrich Agathon Bernstein
Pour les articles homonymes, voir Bernstein.
Heinrich Agathon Bernstein, né le 22 septembre 1828 à Breslau et mort le 19 avril 1865, est un naturaliste-voyageur prussien.

## Biographie
Il obtient un titre de docteur en médecine en novembre 1853. Ayant passé une partie de sa jeunesse sous les tropiques, il décide d'émigrer à Java où il obtient un poste de médecin dans la colonie.
Il étudie abondamment les oiseaux et publie de nombreux articles dans le Journal für Ornithologie de 1859 à 1865. Il est le premier à étudier les glandes salivaires des Salangane du genre Collocalia (famille des Apodidés), qui jouent un rôle majeur dans la construction de leurs nids.
En 1883, paraît Dagboek van H.A. Bernstein's laatste reis van Ternate naar Nieuw Guinea, Salawati en Batanta, journal de sa dernière expédition et qui contient également sa biographie ainsi que diverses notes ornithologiques.
Hermann Schlegel (1804-1884) lui dédie la sterne d'Orient, Sterna bernsteini, en 1863 le coucal de Bernstein, Centropus bernsteini en 1866.